# Gammaproteobacteria
Gammaproteobacteria (do grego gamma, terceira  letra do alfabeto grego; + Proteus, deus do oceano capaz de mudar de forma; + bakterion, pequeno bastão; + ia, sufixo que indica classe) é uma classe de bactérias gram-negativas do filo Proteobacteria. A classe é baseada na análise filogenética de seqüências de 16S rRNA, e todos os membros são relacionados com a ordem-tipo Pseudomonadales.
A classe possui vários grupos de bactérias de importância médica e científica, como as famílias Enterobacteriaceae, Vibrionaceae e Pseudomonadaceae. Um grande número de agentes patogênicos para o homem e animais integram a classe, entre eles, Escherichia coli, Salmonella sp., Yersinia pestis, Vibrio cholerae e Pseudomonas aeruginosa.

## Ordens
- Acidithiobacillales Garrity, Bell & Lilburn 2005
- Aeromonadales Martin-Carnahan & Joseph 2005
- Alteromonadales Bowman & McMeekin 2005
- Cardiobacteriales Garrity, Bell & Lilburn 2005
- Chromatiales Imhoff 2005
- "Enterobacteriales" publicação não validada
- Legionellales Garrity, Bell & Lilburn 2005
- Methylococcales Bowman 2005
- Oceanospirillales Garrity, Bell & Lilburn 2005
- Pasteurellales Garrity, Bell & Lilburn 2005
- Pseudomonadales Orla-Jensen 1921
- "Salinisphaerales" publicação não validada
- Thiotrichales Garrity, Bell & Lilburn 2005
- "Vibrionales" publicação não validada
- Xanthomonadales Saddler & Bradbury 2005